# ایکس‌باکس لایو ویژن
اکس‌باکس لایو ویژن (به انگلیسی: Xbox Live Vision) یک وب‌بین است که به عنوان لوازم جانبی کنسول بازی ویدئویی اکس‌باکس ۳۶۰ ساخته شده‌است. ای۳ ۲۰۰۶ اعلام شد و در آمریکای شمالی در ۱۹ سپتامبر ۲۰۰۶، اروپا و آسیا در ۲ اکتبر ۲۰۰۶ و ژاپن در ۲ نوامبر ۲۰۰۶ منتشر شد.
در سال ۲۰۱۰، کینکت جایگزین اکس‌باکس لایو ویژن شد، لوازم جانبی جدید دوربین که همچنین دارای یک سیستم ردیابی حرکت است و قابلیت تشخیص صدا را به کنسول اضافه می‌کند.